# District de Wudang
Le district de Wudang (乌当区 ; pinyin : Wūdāng Qū) est une subdivision administrative de la province du Guizhou en Chine. Il est placé sous la juridiction de la ville-préfecture de Guiyang.